# Pero amniculata
Pero amniculata är en fjärilsart som beskrevs av W. Warren 1907. Pero amniculata ingår i släktet Pero och familjen mätare. Inga underarter finns listade i Catalogue of Life.